# Ichneumon chernovi
Ichneumon chernovi là một loài tò vò trong họ Ichneumonidae.